# Crkva sv. Donata (Pavlovec Pregradski)
Crkva sv. Donata je rimokatolička crkva u mjestu Pavlovec Pregradski, općini Pregrada zaštićeno kulturno dobro.

## Opis dobra
Jednobrodnu kapelu s četverokutnim svetištem iza kojeg je sakristija zaključena ravnim zidom dao je 1730. g. podići Matija Marić, predsjednik županijskog suda u Varaždinu. Svetište i lađa bačvasto su svođeni. U istočnom dijelu lađe nalazi se jednostavno drveno pjevalište oslonjeno na dva drvena stupa. Glavno pročelje rustikalno izvedene kapele zaključeno je trokutastim zabatom iznad kojega se uzdiže zvonik na preslicu. U kapeli skromne vanjštine i dimenzija, posebnost je vidljiva u neobičnom provincijalnom izrazu pokretnog inventara koji se sastoji od glavnog oltara iz sredine 18. st., bočnih oltara sv. Notburge i sv. Ivana Nepomuka, slike BDM u okviru s dva mala anđela te propovjedaonice.

## Zaštita
Pod oznakom Z-2082 zavedena je kao nepokretno kulturno dobro - pojedinačno, pravnog statusa zaštićena kulturnog dobra, klasificirano kao "sakralna graditeljska baština".